# Гаджиева, Диана (певица)
Диана Гаджиева (азерб. Diana Ruslan qızı Hacıyeva; род. 13 июня 1989, Мариуполь) — азербайджанская певица, композитор и музыкант, которая представляла Азербайджан на конкурсе «Евровидение-2017» с песней «Skeletons» и заняла 14-е место, набрав 120 баллов. Выступает под сценическим псевдонимом Dihaj, являясь вокалисткой одноимённой группы, исполняющей электронную музыку.

## Биография
Диана Руслан гызы Гаджиева родилась в 1989 году в Мариуполе. С детства занималась музыкой, брала уроки на фортепиано и интересовалась джазом. Была участницей музыкального коллектива «Бери бах».
В 2006 году окончила среднюю школу № 16 города Баку и поступила в Бакинскую музыкальную академию. Здесь она получила образование хорового дирижёра. За годы учёбы в академии занималась джазом на профессиональном уровне. В настоящее время работает в Бакинском джазовом центре.
В 2010 году принимала участие в отборе на участие от Азербайджана в конкурсе «Евровидение-2011». Пройдя квалификацию, Диана вместе с 77 участниками прошла в полуфинал, где выступала 6-м полуфинале. В конце Гаджиевой не хватило 7 очков и она заняла в своей группе 4-место, не пройдя в финал.
В 2011 году вышел дебютный клип Дианы Гаджиевой «Find Yourself» («Найди себя»).
В конце 2014 года была создана группа DiHaj, вокалисткой которого стала Диана Гаджиева. Помимо неё в группу входят Али Насиб (ударные) и Анар Абдуллаев (гитара). Исполняет группа электронную музыку.
В декабре 2016 года стало известно решение национального жюри о том, что на конкурсе «Евровидение-2017» Азербайджан будет представлять Диана Гаджиева.

## Личная жизнь
В 2014 году Гаджиева вышла замуж за бывшего барабанщика рок-группы Radio & Video Али Насирова, который в настоящее время является барабанщиком Dihaj. У них есть дочь.